# Lacuna (Philologie)

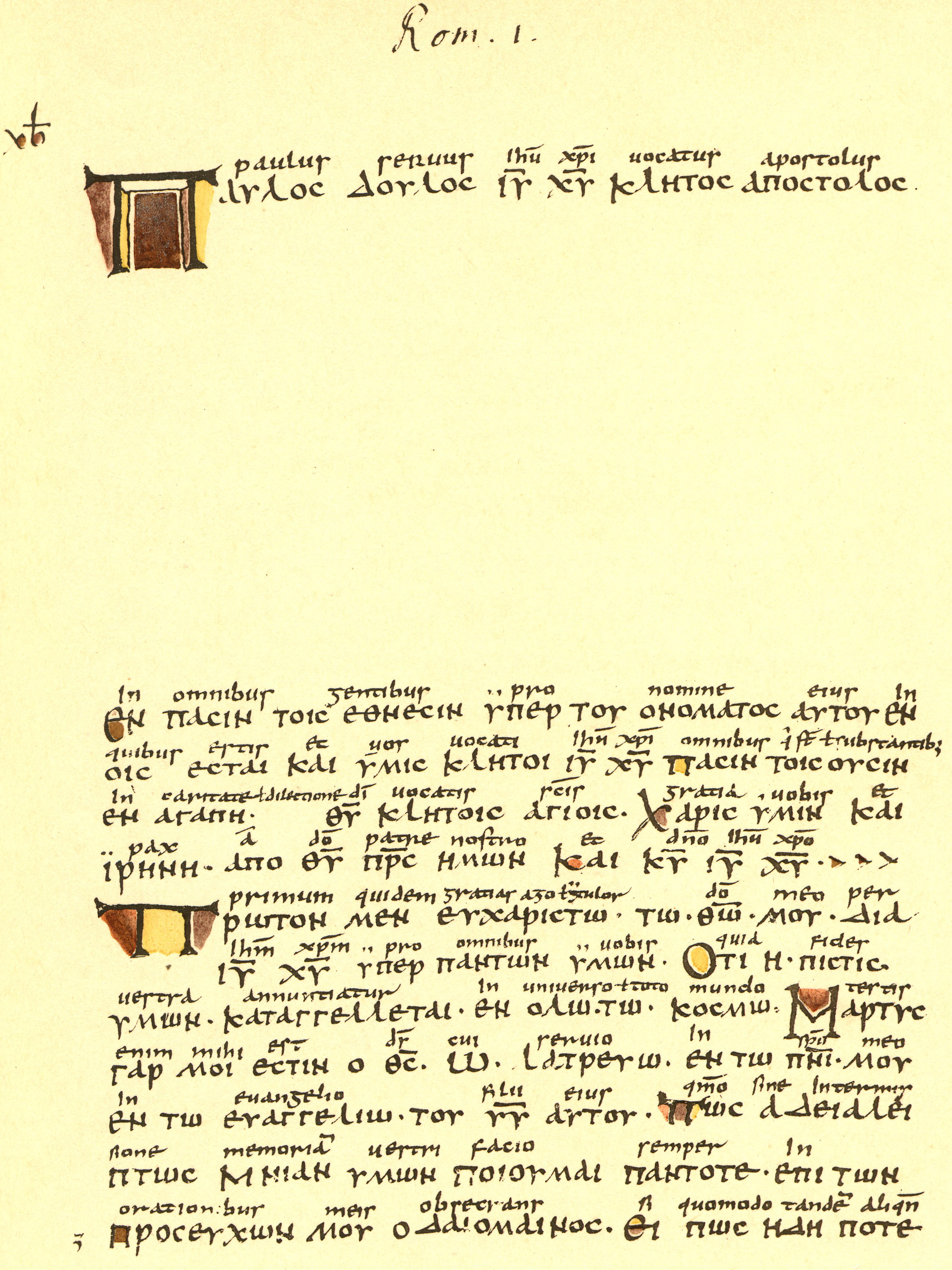
Erste Seite des Codex Boernerianus mit Lacuna in Römer 1:1-4

Als Lacuna oder eingedeutscht Lakune (von lateinisch lacuna für „Loch“, „Lücke“, „Ausfall“) bezeichnet man in der Editionsphilologie und Textwissenschaft eine tatsächlich vorhandene oder aus Problemen des Textes erschlossene Lücke in der Überlieferung eines Textes.

## Phänomenologie und textkritische Behandlung
Sie kann verschiedene Ursachen haben, etwa die mechanische Zerstörung eines Teils des Texts, den Verlust einzelner Blätter, das Springen eines Kopisten von einem Wort zu seinem nächsten oder einem weiteren Vorkommen im Text (saut du même au même [frz.: „Sprung vom selben zum selben“]) oder die Haplographie.
Antike Inschriften und Papyri weisen aufgrund ihres Zustandes häufig lacunae einzelner Buchstaben, Wörter wie auch größerer Textstücke auf, Handschriften, die auf dem Weg der mittelalterlichen Überlieferung weitergegeben wurden, dagegen seltener.